# スマイル 聖夜の奇跡
『スマイル 聖夜の奇跡』（すまいる せいやのきせき）は、監督陣内孝則の小説『スマイル 聖夜の奇跡』を原作とした、2007年12月15日公開の日本映画である。本項では、映画版について記述する。

## 概要
ホッケー経験のない、一小学校教諭・神國朝氏が弱小アイスホッケーチームの監督となり、全道優勝に導いた実話を元に構成されている。
撮影は主に苫小牧市内で行われた。
劇中のアイスホッケーチーム「スマイラーズ」の子役は、全員、現役のジュニアアイスホッケーチームの選手であり、これについて監督の陣内孝則は「子役にアイスホッケーを教えるより、アイスホッケー出来る子に芝居教えた方が早いと思った」と語っている。

## あらすじ
2007年の北海道。アイスホッケー選手の猪谷昌也は、スケートリンクで美しいフィギュアスケーター（美佳）を見かけた。彼女の滑る姿に、小学生時代の淡い初恋と、仲間たちとの友情の記憶が蘇る昌也。
1987年、24歳の佐野修平はタップダンサーを目指していたが、怪我で断念。教員資格を生かして小学校の教師になった。恋人の静華の地元である北海道で就職し、プロポーズする修平。修平と結婚したい静華は、父親に、修平がアイスホッケーのエキスパートだとデタラメの紹介をした。静華の父は資産家で、スマイラーズという小学生のアイスホッケーチームを持っていたのだ。
静華を手放したくない父親は、修平がスマイラーズの監督になり、次の試合に勝ったら結婚を許すと約束した。スマイラーズは弱小チームで一度も勝った経験がないのだ。
スケートも出来ないまま、スマイラーズの監督に就任する修平。タップダンスの感覚による型破りな指導でリズム感を掴む子供たち。スマイラーズは次の試合に勝ってしまった。前言を翻し、北海道リーグの優勝を結婚の条件とする静華の父。
スマイラーズの男子たちは全員が美少女の礼奈に憧れていた。礼奈は同じリンクで練習をするフィギュアスケーターだった。スマイラーズの昌也と相思相愛になる礼奈。だが、礼奈は実は重病の治療のため、北海道に越して来ていたのだ。一方の昌也も両親を交通事故で亡くし、笑顔を見せない少年だった。昌也とデートし、「スマイル!」と励ます礼奈。
礼奈の病状が進む中、北海道リーグで勝ち進むスマイラーズ。だが、決勝戦で宿敵サンダーバーズを倒した時、礼奈の命も尽きてしまった。
再び2007年。20年前の涙の優勝を思い出し、硬い表情の昌也。そんな昌也に「スマイル!」と笑いかける美佳。美佳の中に礼奈の面影を見出し、昌也の顔は、ゆっくりとほころんで行った。

## 登場人物
佐野修平 - 森山未來
24歳。スマイラーズ監督。小学校教諭。静華の恋人。プロのタップダンサーを夢見るも膝の怪我で挫折し、静華と結婚するために北海道へ。アイスホッケーに関してはずぶの素人。
山口静華 - 加藤ローサ
23歳。礼奈のフィギュアスケートのコーチ。修平の恋人。
猪谷幸枝 - 田中好子
昌也の継母。夫（三原康可）と牧場を営んでいる。昌也からは「幸枝さん」と呼ばれている。
今泉邦雄 - 谷啓
アイススケート場の支配人。
猪谷昌也 - 坂口憲二
2007年現在の昌也。アジアリーグのアイスホッケー選手。
篠原礼子 - 高樹沙耶
礼奈の母親。礼奈をデートに連れ出した昌也を快く思っていない。
榎戸薫子 - 森公美子
幹夫の母親。夫はロバート・デ・ニーロ似の漁師（テル（どーよ））。元オペラ歌手。
田島豊 - 松重豊
拓也の父親。妻とは離婚しており、男手一つで拓也を育てている。仕事は土産用のまりも作り。
山口誠二郎 - モロ師岡
スマイラーズ・オーナー。静華の父親。妻とは死別。修平と静華の結婚には反対している。
剣進一郎 - RIKIYA
全道チャンピオン・サンダーバーズの監督。静華の先輩。
芹沢靖 - 佐藤二朗
小学校教諭。修平が副担を務めるクラスの担任。修平を合コンに連れ出す。
沢田美佳 - 原田夏希
現在の昌也がアイススケート場で出会う女性。
篠原礼奈 - 岡本杏理
東京から来たフィギュアスケートの女の子。同じリンクで練習しているスマイラーズにとってのアイドル。昌也に惹かれている。

### スマイラーズ
カッコ内は背番号
猪谷（いがや）昌也（7） - 綿貫智基（現・立花裕大）
FW。6年生。キャプテン代行でスマイラーズのエース。2年前に実の両親を交通事故で亡くし、縁戚に当たる猪谷夫妻に引き取られ北海道・星屑町へ。以来、笑顔を見せることがなくなった。
榎戸幹夫（4） - 清水省吾
FW。6年生。キャプテン。ラフプレーが多い上に口が悪く、しょっちゅうペナルティ・ボックス入りさせられている。その為、幹夫スペシャルと称して修平に口にテープをはられたことも。昌也のクラスメートでもある。
田島拓也（5） - 鈴木拓也
FW。5年生。アイスホッケー初心者のため、修平が監督になるまでは補欠だった。母親の居場所を探している。好物はビッグマック。
大村良平（7） - 吉岡大輝
FW。6年生。4年生までは強豪サンダーバーズのメンバーだった。聖歌隊のメンバーで、トオル、太郎とは、兄弟のように仲良し。
シェフチェンコ（14） - 樹南チョーミン
DF。修平がスカウトしたコサックダンスが得意なウクライナからの留学生。背中のネームはカタカナで「シェフチェンコ」。
林崎（りんざき）千夏（17） - 江口悠里（現江口千夏）
DF。6年生。修平がスカウトした。以前はフィギュアスケートをしていた。スマイラーズ唯一の女性で男勝りの女の子。隣のクラスの昌也のことが好き。
十文字一郎太（19） - 錦織草吾
FW。5年生。修平がスカウトした元相撲部員。千夏のことが好き。背中のネームは漢字で「十文字」。
浅間トオル（21） - 浅間太智
FW。以前はゴーリー（GK）を担当していたが、練習試合の途中から転向。聖歌隊のメンバーで、良平、太郎とは、兄弟のように仲良し。
豊島貴志（77） - 鈴木智聡
GK。6年生。キャプテン代行。トオルと入れ替わりにゴーリーに。車椅子の妹・愛（三好杏依）がいる。
山川太郎（97） - 和田真之介
DF。純粋にアイスホッケーが大好きな少年。聖歌隊のメンバーで、良平、トオルとは、兄弟のように仲良し。割と几帳面。

### 友情出演
タカシ - 塚本高史
カレー屋の客。
玉木 - 玉木宏
小学校教諭。修平の同僚。
田島桂子 - 飯島直子
拓也の母親。下着通販会社の女社長。
女優 - 原沙知絵
劇中の「スマイル 聖夜の奇跡」という映画のヒロインを演じる。
ゴルフコーチ - 佐藤浩市
スマイラーズにショットの打ち方を教える。
警備員 - 寺島進
礼奈が入院している病院の警備員。スマイラーズに礼奈の病室を教えてくれる。

## スタッフ
- 監督：陣内孝則
- 原作：陣内孝則「スマイル 聖夜の奇跡」（幻冬舎）
- 脚本：陣内孝則、金子茂樹
- 音楽：菅野祐悟
- 製作：亀山千広
- 製作：杉田成道
- 製作：島谷能成
- 製作：秋山創一
- 企画・プロデュース：大多亮
- 製作：フジテレビジョン、日本映画衛星放送、東宝、電通
- 製作プロダクション：東宝映画
- 配給：東宝

## 主題歌
- レミオロメン「Wonderland」